# アークエンジェル (ガンダムシリーズ)
アークエンジェル (ARCHANGEL) は、「ガンダムシリーズ」のうちのコズミック・イラ (C.E.) 年代を描いた「ガンダムSEEDシリーズ」に登場する架空の兵器。初出作品は、シリーズ第1作として2002年 - 2003年に放映されたテレビアニメ『機動戦士ガンダムSEED』。作中勢力のひとつである地球連合軍の軍用艦で、連合としては初めて人型ロボット兵器「モビルスーツ (MS) 」の運用母艦として設計されている。劇中では、連合軍人であるマリュー・ラミアスを艦長として敵軍勢力ザフトの襲撃を逃れ、より未来を描いた『機動戦士ガンダムSEED DESTINY』『機動戦士ガンダムSEED FREEDOM』の時代に渡って所属を変えながら各地を転戦する。また、『SEED』の後半では黒い同型艦であるドミニオンも登場し、アークエンジェルと敵対関係となったナタル・バジルールが艦長となってアークエンジェルに敵対する。

## 設定・デザイン
デザインは山根公利が担当した。山根は書籍のインタビューにおいて、当初は従来とは異なる戦艦のデザインを想定していたものの、製作現場からの依頼によって『機動戦士ガンダム』に登場するホワイトベースに似せるよう変更したと語っている。また、書籍に掲載されたラフスケッチには、側面から見たアークエンジェルの艦体を羽ばたく鳥の姿にとらえたものも存在する。一方で山根は、デザインの一部には自身がかつて関わった『スターシップ・オペレーターズ』に登場する艦艇『アマテラス』のものを流用したとも語っている。また山根は、C.E.の戦艦は旧来の大艦巨砲主義的な砲撃戦ではなく、レーダーを効果的に用いたイージス艦同士の戦闘を意識しデザインしたと語っている。また、空を飛び宇宙や海中にも潜水可能な万能戦艦的なアイデアは山根と語っている。また、山根によれば、映像では自身が設定したものよりも射線の数が多かったことから、HDリマスター版の際に対空砲座の数を追加したデザインスケッチを描いたとしている。
設定を担当した森田繁とサンライズ設定製作部はアークエンジェルの作中での演出について、監督である福田己津央が「マイティジャック」のファンである事が影響し、万能戦艦として描かれたのではないか、という見解を示している。また、森田は別のインタビューにおいて、陽電子砲の設定は『宇宙戦艦ヤマト』の波動砲を意識してオーダーされたものと語っている。

## アークエンジェル
大西洋連邦軍所属の強襲機動特装艦。タイプシップになったのはオーブ軍イズモ級宇宙戦艦と地球連合軍のコーネリアス級輸送艦であり、オーブの軍事企業モルゲンレーテ社と共同で開発された。英語表記はArchangel Class Mobile Assault Ship Archangel。
ザフト軍が保有するMSの有効性を認め、それに対抗するべく開発されたG兵器と共にその運用母艦として、オーブの資源衛星ヘリオポリスのドックで極秘裏に建造が行われた。地球連合軍においては対MS戦を想定した初の艦であり、兵装面には「ローエングリン」に代表される強力な火器群を採用し、ラミネート装甲の使用によってビーム兵器に対して高い防御性能を誇る。GAT-Xシリーズの運用母艦であるため、5～6機のMSを艦載可能とし、艦内にはストライカーパックシステム等の専用設備を有する。また、変換率80%の太陽光発電装置を備える。改修後の『DESTINY』時には操縦の自動化が進み、潜水能力や魚雷発射管も増設された。
1番艦「アークエンジェル」の外装は白と赤が基調に塗装されている。略称は「AA」。艦名のアークエンジェルは、天使の階級である「大天使」に由来する。ザフト軍からは「足つき」と呼ばれた。

### 管制
メインブリッジとCIC（戦闘指揮所）にブリッジを分割する構造を採用している。CICでは索敵や火器管制、MSやMAの管制を専門的に扱っており、航行管理を司るメインブリッジで扱え切れない部分を補佐している。操艦機構も自動化が図られており、少人数での運航が可能となっている。
他機や対象物との座標測定はグリーン、ブルー、インディゴ、オレンジ、レッド、イエローの6つのセクターと、アルファ、ブラボー、チャーリー、デルタの4つの区画を組み合わせて行う。

### 生活用設備
艦内の壁にはベルトコンベアに似た移動設備があり、宇宙空間を航行中はそこへ手を乗せて艦内を移動できる。搭乗員用として、2段式ベッドが2つある小さめの部屋や普通のベッドが2つある部屋が存在する。『DESTINY』時には潜行・潜伏など閉鎖空間に長時間滞在する必要があったため、娯楽施設として共同浴場「天使湯」が新設され、食堂もきつねうどんなどの新しく美味しいメニューが備わるなど（『SEED』時にはあまり美味しくないメニューしかなかった）、戦闘とは関係ない点でもさまざまな改良が施された。
本艦には重力区画が存在しており、シャワールームも備えられている。

### 推進・航行能力
主推進器はヘリウムペレットを用いたレーザー核融合パルス推進となる。艦体下面をはじめ、各部には姿勢制御用のスラスターも存在し、大気圏内の飛行やバレルロールも可能。設定画には艦体下面にスラスターノズルが可変したものも存在する。尚、アニメ作中ではレビテイターやプラズマタンブラーといった揚力装置の存在が言及されるが、これらの詳細は不明。
また、艦中央下部の翼や艦尾エンジン保持部は水中翼として機能し、水上を航行できる。

### 武装・装備
陽電子破城砲「ローエングリン」
アークエンジェルの両艦首に1門ずつ装備された、同艦の武装で最も強力な陽電子砲。右舷が1番、左舷が2番である。その設置場所から、前方の敵に対しての使用が前提となっている。ビームによって陽電子を保持する都合上、砲は巨大化している。また、陽電子チェンバーの補充に時間を要するため、連射は不可能である。試験装備であるため、特装砲に位置付けられる。本来、実験艦として建造されたアークエンジェルは実戦運用を想定していなかったため、ローエングリンをはじめ複数の試験装備が積載されている。
絶大な威力を誇るものの、地球上では大気中の窒素や酸素などの原子のうち電子と対消滅反応を引き起こしてガンマ線を生じさせ、射線数キロ以内は生物の生きていけない環境となるうえ、電子を失った大気は活性が高まり、周囲の物質と反応し易くなり、毒性が高くなるなど環境への悪影響が甚大であるため、地上での発射には倫理的制限があった。この問題は、オーブ寄航の際に環境への影響が少ない新型に交換することにより、解決されている。
225cm連装高エネルギー収束火線砲「ゴットフリートMk.71」
アークエンジェル主砲であり、艦首両舷に1基ずつ装備されている2連装のビーム砲。右舷が1番、左舷が2番であり、通常は格納されているが、使用時にせり上がる沈胴式となっている。180度の砲塔旋回が可能であるが、設置場所の関係から艦下方および後方へは攻撃できない。また、背負い式でなく並列に装備されているため、片舷砲戦での集中運用は不可能なため、反航戦や交差戦において難点がある。劇中第21話では船体が構造物にひっかかり敵は片舷側に存在し、その事が原因で射線が取れなかった。
110cm単装リニアカノン「バリアントMk.8」
アークエンジェルの副砲であり、艦尾両舷に1基ずつ装備されているリニアガン。右舷が1番、左舷が2番。連射能力も高く、精密射撃が可能である。両舷の上下360度を旋回することにより、前後180度をカバーする主砲ゴッドフリートとともに射界を補完する。短時間で連続使用すると砲身温度が上がって使用不能になる。海中潜航時には魚雷以外に使用できる唯一の武装である。
75mm対空自動バルカン砲塔システム「イーゲルシュテルン」
多銃身の対空機関砲を用いた近接防御火器システム。ミサイルやMSを迎撃する近接防御システム (CIWS) である。
全自動で運用されるが、手動に切り替えて発砲することも可能。
艦橋後方ミサイル発射管 対空防御ミサイル「ヘルダート」
艦橋の後方に16門装備されている極短射程の艦対空ミサイル発射管であり、近接艦対空ミサイル (SAM) の一種。
ニュートロンジャマーの存在を踏まえ、レーザー誘導も可能。
艦尾大型ミサイル発射管
艦尾に多数設置されている全24門の大型ミサイル発射管。外側に左右6門ずつ配置された12門が前方、内側の12門が後方に向けて各種の誘導弾が射出される。
- 艦対艦ミサイル「スレッジハマー」
- 対空防御ミサイル「コリントスM114」
- 大気圏内用ミサイル「ウォンバット」
- 対空榴散弾頭ミサイル

多目的射出機
両舷に4門ずつ設置されている射出機。アンチビーム爆雷やフレア弾、信号弾などの発射が可能となっている。
アンチビーム爆雷
戦闘時に射出され、爆発することで敵側からのビーム砲撃に対処する装備。散布後はビームを減衰させる特殊粒子が拡散されるものの、その際は自軍のビーム兵器にも同様の影響を与えてしまうという弱点も持つ。
魚雷発射管
『DESTINY』での追加装備。バリアントMk.8とともに海中潜航時に使用可能な武装である。
耐熱用融除材ジェルDPX-M30
地球連合軍が開発した技術で、大気圏突入時に艦底部を気化性のジェルで覆うことによって艦体の温度上昇を防ぐ。後にフルアーマー・フェイズシフト、105ダガーにも用いられている。
ブラックホール排熱システム
赤外線追尾や探知を防ぐための装備で、機体の高温排熱を外気と混合することによって排熱を下げ、赤外線放射を低減する装置。
プラズマブースター
『SEED』第40話（リマスター版第38話）で使用。プラズマ増幅と予備バッテリーを兼ねた装置。本来はイズモ級用のオプションであり、アークエンジェルはモルゲンレーテ製ゆえに装備が可能だった。陽電子破城砲のローエングリンと併用することでポジトロニック・インターファライアンス を起こし、マスドライバーを使用せずに大気圏離脱を可能としている。
艦の加速後は切り離され、自動で帰還する機能を持つ。なお、ブースターに取り付けられた主翼は帰還用のエンジンとなる。
リニアカタパルト / MSデッキ
艦載機の発進にはリニアカタパルトを使用。発艦時にはレールが展開して機体を打ち出す。なお、作中ではMS・MAともに発艦の際にはリニアレールが発光する描写が見られているが、スカイグラスパーの時のみはレールが無発光で出撃する描写がなされる。
漫画作品『機動戦士ガンダムSEED ASTRAY R』作中では、宇宙空間にて180度回転させたコーネリアス級補給艦とハッチの接続口を繋いで物資の運搬が可能な構造であることが説明されている。

### 搭載機
『SEED』時
- GAT-X105 ストライク
- TS-MA02mod.00 メビウス・ゼロ
- FX-550 スカイグラスパー×2
- GAT-X103 バスター
- GAT-X102 デュエル
- ZGMF-X10A フリーダム（その後、エターナルに移乗した）
- ZGMF-X09A ジャスティス（その後、エターナルに移乗した）
- MAW-01 ミストラル×6

『DESTINY』時
- ZGMF-X10A フリーダム
- MBF-02 ストライクルージュ
- MVF-M11C ムラサメ（アンドリュー・バルトフェルド専用機）
- MVF-M11C ムラサメ×10（タケミカズチ搭載機が母艦を撃沈されて、アークエンジェルに合流・収容）
- FX-550 スカイグラスパー
- ZGMF-X20A ストライクフリーダム（その後、エターナルに移乗した）
- ZGMF-X19A インフィニットジャスティス（その後、エターナルに移乗した）
- ORB-01 アカツキ
- ZGMF-XX09T ドムトルーパー×3（オーブ防衛戦オペレーション・フューリーの後に宇宙に上がる際に、艦載収容し、宇宙に上がった後で友軍のエターナルに返還される）

『FREEDOM』時
- STTS/F-400 ムラサメ改（機体数不明、ムウ・ラ・フラガ搭乗機含む）

### 劇中での活躍
機動戦士ガンダムSEED
ヘリオポリスでの完成直後に受けたザフト軍の襲撃によって艦長以下大半の上級士官を失うが、残ったクルーの手により破壊から免れる。G兵器のうち唯一奪取を逃れたストライクを搭載し、ヘリオポリスから脱出した。その後、地球連合軍にMSのデータを渡すために地球へと向かった。
ザフト軍バルトフェルド隊との交戦はレジスタンスの明けの砂漠と共同戦線で味方同士となって突破作戦に成功する。また敵のバルトフェルド隊の物品を鹵獲しソナーを入手しており、キラが戦闘前に調整して直後の紅海でのモラシム隊との交戦で敵機グーン自体や発射された魚雷の回避などで大いに役立っている。モラシム隊との交戦においてアーノルド・ノイマン操舵士によりバレルロールを成功させている。明けの砂漠に参加していたカガリとキサカも搭乗志願したため後にオーブ近海戦でオーブ軍に拿捕されてカガリがウズミの娘であることやキサカがオーブ軍人であることが発覚するまで同乗することになる。
地球へ降下した後は、地球連合軍総本部アラスカ基地を目指したが、クルーはそこで目の当たりにした地球連合軍の体質や、攻勢したザフト軍のみならず防衛する友軍をもサイクロプスに巻き込んで壊滅させる作戦に不信を抱くこととなる。軍からも不満分子とみなされ、また2番艦であるドミニオンの戦力化の目処が立ったこともあり、地球連合軍にとって有用と見做した人材（ムウ・ナタル・フレイ）を転属させた上で、アラスカでの囮作戦に投入されることとなる。転属したムウがスピアヘッドに搭乗して舞い戻ってきて、アラスカ基地内で作戦実体を掴み離反した密告によって戦闘空域から離脱し、脱走。軍籍からも離脱して独自行動を取るようになったことで、地球連合軍や大西洋連邦軍からの脱走艦の状態となる。しばらくはオーブに寄港在泊していたが、地球連合軍の侵攻を受けてオーブ軍の協力でクサナギ用のブースターを取り付けて、宇宙へ脱出した。宇宙ではともにオーブを脱出したオーブ残存勢力の戦艦クサナギ、後に合流したクライン派の戦艦エターナルと三隻同盟を結び、以降の行動を共にした。その後にドミニオンと会敵した時には、ムルタ・アズラエルに「不沈艦」と称されている。第2次ヤキン・ドゥーエ攻防戦を戦い抜き、多大な損傷を被るも無事帰還している。三隻同盟は母港を持たないため、帰還先は『DESTINY』まで不明であった。
終盤の最終決戦時にはイザークのデュエルも3隻同盟側に加勢し、ディアッカのバスターと共闘し、バスターの主砲でレイダーを撃破、さらにアークエンジェルに着艦収容し補給整備し、バスターとともにストライクの予備パーツを使うなどして、再度出撃している。
奪われた初期ガンダム5機（アスランのイージスは自爆、ニコルのブリッツはキラのストライクが撃破）の内の3機（ストライクは残存したが、直前にムウがドミニオンの陽電子砲ローエングリンの盾になって爆散し、ムウもMIA状態になって地球軍に回収され、記憶処理でネオにされた）がアークエンジェルの戦力として戻ってくることになり、バスターは中破したが最終的に残ったのはバスターとデュエルのみであったが、続編『DESTINY』まで2年の停戦中に、デュエルとバスターは秘密裏に改修され、核エンジンを搭載し、ライトニングバスターとデュエルブリッツへと大幅改修された。
機動戦士ガンダムSEED DESTINY
戦後、アカツキ島にあるアスハ家所有の秘密ドックに収容されていた。改修を受けており、少人数でも運行可能なオートメーション化、潜航用のバラストタンク、魚雷などが追加された。また、海底からの発進や潜水航行、ブースターを使用せずに単体での大気圏突破が可能となった。リラクゼーションなどを目的として、露天風呂を模した大浴場「天使湯」も新設されている。
キラ・ヤマトらの手によってオーブを離脱した後、スカンジナビア王国に匿われていたが、地球連合軍と同盟を結んだオーブ軍の戦闘行為を止めるべくクレタ・ダータネルスでの戦闘に介入し、連合とザフト双方に攻撃を加えた。その後はベルリンでの戦闘にも参戦し、オーブへの帰還を決意するが、ザフト軍の攻撃により多大な損傷を受け、搭載機のフリーダムも失った。オーブ帰還後、オーブ侵攻戦に参戦し、戦闘後にはオーブ軍に編入されて第2宇宙艦隊の所属艦（旗艦）となりクサナギなどの他のオーブ軍艦艇と艦隊を組む。宇宙へ上がった後は中立都市コペルニクスに停泊し、エターナルを中心とするクライン派の艦隊と合流した。メサイア攻防戦ではミネルバと交戦し、エターナルと共に陽電子砲タンホイザーの射線上に捉えられて撃沈の危機に瀕するが、ネオ・ロアノークのアカツキの援護により形勢は逆転する（さらにネオもムウの記憶を先の大戦のドミニオンのローエングリンをストライクで受け止めて爆散した記憶をたどって回復し、「マリュー、俺は」と言ってムウに戻り、ムウの活躍でアークエンジェルを守ってくれた感謝とムウとしての記憶回復に、マリューは感極まって涙している）。そして、バレルロール状態の本艦とミネルバが直上ですれ違う際に、ミサイルを除く双方の艦砲として唯一真上に射角を有する本艦のバリアントにより、ミネルバのトリスタンとミサイル発射管を破壊し、月面に着底させ戦闘不能に追い込んだ。クルーに少数の負傷者を出すが、大きな損傷を負わずに終戦を迎えている。また、スペシャルエディション完結編「自由の代償」ではストライクフリーダムやインフィニットジャスティスらとエターナルを護衛しながら、プラントに入港する姿が確認されている。
『DESTINY』では、特装砲の陽電子砲ローエングリンを劇中で1度も使用せず、オーブ軍の勝利に貢献している。
機動戦士ガンダムSEED FREEDOM
ザフトとの戦闘を終えた後のC.E.75年、世界平和監視機構コンパスの所属艦として改修を加えられながら、マリュー・ラミアスやムウ・ラ・フラガなどのクルーたちによって引き続き運用されているが、ファウンデーション王国との共同戦線時にファウンデーションの謀略によるブラックナイツの集中攻撃により撃沈され、更にクルー脱出後、ほぼ無人となった船体もブラックナイツの策略で発射された核ミサイルの爆発に巻き込まれて消滅したことで、名実共にアークエンジェルはその使命を終えた。

## ドミニオン
アークエンジェルのデータを元に地球連合軍が建造したアークエンジェル級の2番艦であり、艦長はナタル・バジルールが務める。塗装は黒を基調としているため、アークエンジェルとは対照的なイメージを与える外観を持つ艦になっている。ブリッジ付近のセンサー強化、MSデッキのレイアウト変更、艦尾両舷の垂直翼などに多少の形状違いが見られる以外はアークエンジェルとほぼ同じ性能を持つ。
地球連合軍の後期GAT-Xシリーズであるカラミティ、フォビドゥン、レイダーを搭載しており、パイロットのオルガ・サブナック、クロト・ブエル、シャニ・アンドラスのほか、オペレーターとしてフレイ・アルスターや、オブザーバーとしてブルーコスモスの盟主ムルタ・アズラエルも乗艦している。
艦名のドミニオンは、天使の階級であり、「アークエンジェル（大天使）」より上位の「主天使」に由来する。

### 搭載機（ドミニオン）
- GAT-X131 カラミティ
- GAT-X252 フォビドゥン
- GAT-X370 レイダー
- GAT-01 ストライクダガー

### 劇中での活躍（ドミニオン）
月面の地球連合軍基地に配備され、アークエンジェルの追討任務によりL4コロニー群宙域で戦闘を行った。第2次ヤキン・ドゥーエ攻防戦ではアークエンジェルと激戦を繰り広げた果てにそのローエングリンを艦橋部に受け、ナタルやアズラエルと共に爆沈した。
なお、ナタルやアズラエル以外の全クルーは第2次ヤキン・ドゥーエ攻防戦の終盤にナタルの退艦命令を受けて数隻の脱出艇で退艦したが、このうち1隻がドミニオンの爆沈後に来襲したプロヴィデンスの攻撃により撃墜され、搭乗していたフレイを含む乗員全員が死亡している。